# Liste de fromages vénézuéliens

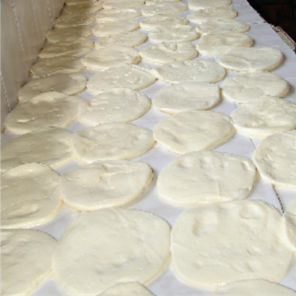
Le Queso de mano, un fromage traditionnel du Venezuela.

Le Venezuela est le pays d'Amérique latine ayant la plus grande variété de fromages. On en compterait plus de 30 variétés.
Voici une liste des fromages produits au Venezuela :
- Queso de mano (es)
- Cuajada andina (es)
- Queso de año (es)
- Queso telita
- Queso de trenza
- Queso guayanés